# George Henslow

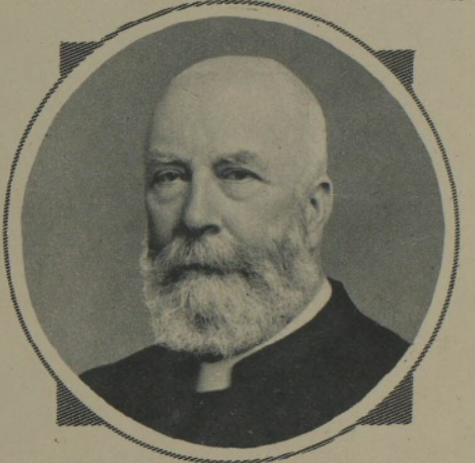
George Henslow (1835-1925)

George Henslow (Cambridge, 23 maart 1835 - Bournemouth, 30 december 1925) was een Brits anglicaans geestelijke, botanicus en schrijver. Hij was een aanhanger van de Lamarckiaanse evolutieleer.

## Biografie
Hij was de zoon van Rev. John Stevens Henslow (1796-1861), anglicaans geestelijke en hoogleraar mineralogie en botanie aan de Universiteit van Cambridge. De moeder van George Henslow was Harriet Jenyns (1797-1858). Vader John Stevens was bevriend met Charles Darwin, zijn leerling aan de universiteit. Darwin schreef later over John Stevens dat er geen beter man op deze aarde heeft geleefd dan Henslow. Het was ook John Stevens Henslow die Darwin voordroeg om als natuuronderzoeker mee te gaan met de Beagle.
George Henslow bezocht de King Edward VI School, Bury St Edmunds en studeerde aansluitend aan Christ's College, Cambridge (B.A. 1858; M.A. 1861). In 1859 werd hij tot (anglicaans) diaken gewijd en in 1861 volgde zijn priesterwijding. In 1864 werd hij Fellow of the Linnean Society of London. Hij was bovenmeester van grammar scholen (1861-1872) en docent botanie aan St Bartholomew's Hospital, Londen, Birkbeck, University of London en hoogleraar botanie aan Queen's College (Londen) (1868-1880). Hij was parochievicaris (curate) in Londen (1868-1887) en werd in 1897 bijzonder hoogleraar in de botanie vanwege de Royal Horticultural Society.
Henslow publiceerde veel en schreef ook toegankelijke werken voor een breed publiek, meestal over planten (w.o. een populair wetenschappelijk werk over planten in het Heilige Land), maar ook over de verhouding tussen wetenschap en godsdienst, twee boeken over Christus, en boeken over spiritisme. Hij correspondeerde ook met Darwin, maar hij was zelf meer een aanhanger van de Lamarckiaanse evolutie en een belangrijk verdediger van de theïstische evolutie. Net als zijn vader zag hij geen onoverbrugbare problemen tussen godsdienst en natuurwetenschap en net als zijn vader zag hij in de schoonheid van de natuur het bewijs van goede Schepper. Anders dan zijn vader was hij liberaal in zijn godsdienstige opvattingen en wars van dogmatisme. Hij was een van de oprichters van The Churchmen's Union for the Advancement of Liberal Religious Thought (1898), de organisatie van modernistische anglicanen die voorstander waren van vrij en onafhankelijk wetenschappelijk onderzoek. Hij was ook de eerste voorzitter van de The Churchmen's Union (1898-1902). 
In zijn latere jaren richtte Henslow zich op het onderzoeken van paranormale verschijnselen en spiritisme (waar hij sterk in geloofde). Als spiritisme bewezen zou kunnen worden (wat volgens Henslow mogelijk was, zie zijn Proofs of the truths of spiritualism, 1919) zou dat een genadeklap betekenen voor het materialisme.
George Henslow overleed in Bournemouth op 30 december 1925. Hij werd 90 jaar.

## Persoonlijk
George Henslow was sinds 1859 getrouwd met Ellen Weekley (c. 1836-1875), van wie hij zich in 1872 deed scheiden. In datzelfde jaar hertrouwde hij met Georgina Brook Bailey (1843-1876). Na haar overlijden trouwde hij een derde maal, in 1881 met de weduwe Katharina Yeo (c. 1845-1919). Uit zijn eerste huwelijk werden vijf kinderen geboren, waarbij er slechts een, George Stevens (1863-1924), de volwassen leeftijd bereikte. 
Zijn oudere zus, Frances Harriet Hooker (1825-1874), was een botanicus en getrouwd met de ontdekkingsreiziger en botanicus Sir Joseph Dalton Hooker (1817-1911), de beste vriend van Darwin. Zijn jongste zus, Anne Henslow Barnard (1833-1899) was een botanisch tekenaar. Een oudere broer, Rev. Leonard Ramsay Henslow (1831-1915), was net als George een anglicaans priester.

## Werken
- Theory of evolution of living things and the application of the principles of evolution to religion (1873). Gearchiveerd op 3 juni 2023.
- Christian beliefs reconsidered in the light of modern thought (1884). Gearchiveerd op 23 november 2021.
- Origin of floral structures through insects and other agencies (1888). Gearchiveerd op 23 november 2021.
- Making of flowers (1891).
- The origin of plant structures by self-adaptation to the environment (1895). Gearchiveerd op 23 november 2021.
- The plants of the Bible (1895). Gearchiveerd op 24 november 2021.
- Christ, no product of evolution (1896). Gearchiveerd op 23 november 2021.
- Medical works of the fourteenth century, together with a list of plants recorded in contemporary writings, with their identifications (1899).
- Poisonous plants in field and garden (1901). Gearchiveerd op 23 november 2021.
- The story of wild flowers (1901). Gearchiveerd op 23 november 2021.
- Present-day Rationalism: Critically Examined (1905).
- South African flowering plants: for the use of beginners, students and teachers (1903). Gearchiveerd op 23 november 2021.
- The uses of British plants traced from antiquity to the present day, together with the derivations of their names (1905). Gearchiveerd op 24 november 2021.
- Plants of the Bible: their ancient and mediæval history popularly described (1906).
- The spiritual teachings of Christ's life (1906). Gearchiveerd op 23 november 2021.
- Henslow, George (1907). Introduction to plant ecology, for the uses of teachers and students. Gearchiveerd op 23 november 2021.
- The heredity of acquired characters in plants (1908). Gearchiveerd op 23 november 2021.
- The Vulgate: the source of the false doctrines (1909).
- The origin and history of our garden vegetables, to which is added their dietetic values (1912). Gearchiveerd op 23 november 2021.
- Proofs of the truths of spiritualism (1919).
- Prof. Henslows Botany For Beginners (1901).
- The At-one-ment, or the Gospel of Reconciliation (z.j.).
- The Spiritual Teaching of Bible Plants (z.j.).